# هاله بنت خویلد
هاله بنت خویلد خواهر خدیجه و خالهٔ فاطمه زهرا است. وی اسلام را درک کرد و مسلمان بود و جزو صحابه پیامبر اسلام به‌شمار می‌رفت.

## نسب
نسب هاله بدین صورت است: هَالَةُ بنت خُوَیْلِد بن أسَد بن عبدالعزی قرشی.

## فرزند
فرزند هاله، ابوالعاص بن ربیع بود که باجناغ علی بن ابی طالب بود و با زینب بنت محمد ازدواج کرده بود.

## در حدیث
از هاله در برخی احادیث یاد شده‌است. از جمله در حدیثی که عایشه از حسادت خود نسبت به خدیجه سخن گفته و اظهار ندامت می‌کند: "أخبرنا مِسمار بن عُمر بن العویس وأبو الفرج مُحَمَّد بن عَبْد الرَّحْمَن، وغیر واحد، بإسنادهم عن مُحَمَّد بن إسماعیل قال: وقال إسماعیل بن خلیل: أخبرنا علی بن مُسهر، عن هشام بن عروة، عن أبیه، عن عائشة قالت: إستأذنت هالةُ بِنْت خویلد أخت خدیجة علی رسول الله صلّی الله علیه وسلّم، فعرف إستئذان خدیجة وتذکرها، وحَن قَلبُهُ لَها فإرتاع لِذلکَ، وقال: "اللهم هالة".